# Meterginulus rastellifer
Genre
Espèce
Synonymes
- Paecilaema rastellifera Pickard-Cambridge, 1905

Meterginulus rastellifer, unique représentant du genre Meterginulus, est une espèce d'opilions laniatores de la famille des Cosmetidae.

## Distribution
Cette espèce est endémique du Chiapas au Mexique.

## Description
Le mâle holotype mesure 8 mm.

## Systématique et taxinomie
Cette espèce a été décrite sous le protonyme Paecilaema rastellifera par Pickard-Cambridge en 1905. Elle est placée dans le genre Meterginulus par Roewer en 1912.

## Publications originales
- Pickard-Cambridge, 1905 : « Order Opiliones. » Biologia Centrali-Americana, Zoology, Arachnida - Araneida and Opiliones, vol. 2, p. 561–610 (texte intégral).
- Roewer, 1912 : « Die Familie der Cosmetiden der Opiliones-Laniatores. » Archiv für Naturgeschichte, vol. 78, no 10, p. 1–122 (texte intégral).